# Hair
Hair er en amerikansk film fra 1979 baseret på musicalen af samme navn. Filmen er instrueret af Miloš Forman, og John Savage og Beverly D'Angelo spiller nogle af filmens hovedroller. Koreografien til dansescenerne i filmen er lavet af Twyla Tharp.

## Handling
Claude Bukowski (John Savage) kommer fra en lille by til New York City, hvor han skal starte militærtjeneste for at ruste ham til deltagelse i Vietnamkrigen. Imidlertid møder han i Central Park en gruppe hippier med blandt andet lederen George Berger (Treat Williams). Han bliver blandt andet ved at ryge noget marijuana med gruppen overtalt til at overnatte i parken med dem. Næste morgen, da han vil forlade gruppen, viser Berger ham billedet af en smuk ung kvinde, Sheila, som de dagen før havde set ride i parken. Claude er forelsket, og Berger foreslår, at gruppen møder op uindbudt til en fest hos pigens overklassefamilie.
Besøget ender i skandale, og gruppen ender i fængsel. Berger skaffer dem kaution, og hippierne får samlet en stor demonstration i parken. Sheila møder op for at undskylde hendes brors opførsel under festen, og hun holder sammen med gruppen resten af dagen. Imidlertid får Berger og Claude del i en portion LSD, der giver Claude voldsomme hallucinationer. Da Claude om natten svømmer i et bassin i parken, ender det med, at Sheila, der efterhånden er blevet lidt tiltrukket af Claude, svømmer nøgen sammen med ham. De andre driller dem og tager deres tøj, hvilket gør Sheila rasende, så hun tager en taxa hjem. Claude bliver rasende og beslutter sig nu endegyldigt til at tage i den militære træningslejr i Nevada.
I lejren skriver han et brev til Sheila, som hun viser til hippierne. Berger foreslår, at de kører over til træningslejren for at besøge Claude. De kan ikke komme ind, før Sheila har forført en vagt. Berger ofrer sit lange hår, så han kan køre ind i lejren forklædt som soldat. Han får Claude overtalt til at tage ud og besøge Sheila og resten af gruppen, og de to bytter plads. 
I løbet af den times tid, Claude er uden for lejren, får hans afdeling ordre om afrejse til Vietnam, og Berger må rejse med i Claudes sted. Berger bliver efterfølgende dræbt i krigen, og filmen slutter med, at hippiegruppen med Claude og Sheila samler sig om hans grav, hvorpå de med en stor gruppe hippier istemmer sangen "Let the Sunshine In".

## Medvirkende
- John Savage – Claude
- Treat Williams – Berger
- Beverly D'Angelo – Sheila
- Annie Golden – Jeannie, gravid hippie
- Dorsey Wright – Hud, militant sort hippie
- Don Dacus – Woof, hippie

## Filmens sange
1. Aquarius
2. Sodomy
3. Donna
4. Hashish
5. Colored Spade
6. Manchester, England
7. I'm Black
8. Ain't Got No
9. I Got Life
10. Hair
11. Going Down
12. Old Fashioned Melody
13. Electric Blues
14. Where Do I Go?
15. Black Boys
16. White Boys
17. Walking in Space
18. Easy to Be Hard
19. Good Morning Starshine
20. Flesh Failures (Let the Sunshine In)
21. Initials
22. Three-Five-Zero-Zero

## Ændringer fra musicalen
Filmen har udeladt fire sange fra musicalen. De blev alle indspillet, men taget væk, fordi man mente, at de trak tempoet ned i filmen. Andre af sangene har udeladt vers, eller musikken er ændret i et eller andet omfang. Desuden er forløbet ændret på visse punkter, hvor også nogle sange er flyttet til andre figurer i forhold til musicalen. Blandt de større ændringer er, at Claude i musicalen selv er en hippie, der på en eller anden måde ender i hæren. 